# 胡孟勇
胡孟勇（藝名：Don Hồ，1970年2月22日—）是美國翠娥中心旗下一位的越裔美籍男歌手。

## 早期生活
胡孟勇於1970年2月22日出生在越南西貢，其家族本是北越人，1954年因害怕北越共產黨當局迫害，而逃至南越。
1980年胡孟勇來到美國，就讀于聖塔安納谷高中（Santa Ana Valley High School）。在畢業班期間，他加入了室內合唱團。同時，其繪畫造詣頗深，畢業之後還收到了來自紐約一所藝術學校的獎學金。然而，出於對音樂的喜愛，他放棄了做畫家的打算。